# (20310) 1998 FD117
A (20310) 1998 FD117 a Naprendszer kisbolygóövében található aszteroida. A LINEAR projekt keretében fedezték fel 1998. március 31-én.